# Deni Hočko
Deni Hočko (Cetiña, 22 de abril de 1994) es un futbolista profesional montenegrino que juega como centrocampista en el club chipriota Karmiotissa F. C. y en la selección de Montenegro.

## Carrera

### Clubes
Deni Hočko empezó su carrera profesional en uno de los equipos de su ciudad natal, el Fudbalski Klub Lovćen. De allí pasó a formar parte del F.K. Budućnost.
En 2017, fichó por el F.C. Famalicão, en donde estuvo durante dos temporadas, con el que ascendió a la Primera División. En el equipo luso jugó un total de 67 partidos y marcó un gol.
A inicios de la temporada 2019-20, tras no renovar con Famalicão, fichó por el Royal Excel Mouscron de la Jupiler Pro League belga. En las dos temporadas que estuvo en el Mouscron jugó un total de 53 partidos. En la temporada 2021/22 fichó por el Pafos FC de la Primera División de Chipre.

### Selección
Internacional en las categorías inferiores de la selección montenegrina, ha sido internacional absoluto en 6 ocasiones.